# Museu de Gadamés
O Museu de Gadamés é um museu localizado em Gadamés, Líbia.